# Majur (żupania sisacko-moslawińska)
Majur – wieś w Chorwacji, w żupanii sisacko-moslawińskiej, w gminie Majur. W 2011 roku liczyła 324 mieszkańców.